# ليزلي ديكسون
ليزلي ديكسون (بالإنجليزية: Leslie Dixon)‏ هي منتجة أفلام وكاتبة سيناريو أمريكية، ولدت في القرن العشرين في الولايات المتحدة.

## وصلات خارجية
- ليزلي ديكسون على موقع IMDb (الإنجليزية)
- ليزلي ديكسون على موقع ألو سيني (الفرنسية)
- ليزلي ديكسون على موقع أول موفي (الإنجليزية)
- ليزلي ديكسون على موقع بوكس أوفيس موجو (الإنجليزية)
- ليزلي ديكسون على موقع قاعدة بيانات الأفلام السويدية (السويدية)
- ليزلي ديكسون على موقع قاعدة بيانات الفيلم (الإنجليزية)
- ليزلي ديكسون على موقع كينوبويسك (الروسية)